# USS Hank (DD-702)
USS Hank (DD-702) là một tàu khu trục lớp Allen M. Sumner được Hải quân Hoa Kỳ chế tạo trong Chiến tranh Thế giới thứ hai. Nó là chiếc tàu chiến duy nhất của Hải quân Mỹ được đặt theo tên Thiếu tá Hải quân William Hank (1902-1942), Hạm trưởng tàu khu trục USS Laffey (DD-459) tử trận trong trận Hải chiến Guadalcanal. Nó đã hoạt động cho đến hết Thế Chiến II, và tiếp tục phục vụ sau đó trong Chiến tranh Triều Tiên cho đến khi được bán cho Argentina năm 1972, và hoạt động như là chiếc ARA Seguí (D-25) cho đến khi bị tháo dỡ năm 1983. Hank được tặng thưởng bốn Ngôi sao Chiến trận do thành tích phục vụ trong Thế Chiến II, và thêm bốn Ngôi sao Chiến trận khác trong Chiến tranh Triều Tiên.

## Thiết kế và chế tạo
Hank được đặt lườn tại xưởng tàu của hãng Federal Shipbuilding and Drydock Company ở Kearny, New Jersey vào ngày 17 tháng 1 năm 1944. Nó được hạ thủy vào ngày 21 tháng 5 năm 1944; được đỡ đầu bởi bà William Edwin Hank, vợ góa Thiếu tá Hank, và nhập biên chế vào ngày 28 tháng 8 năm 1944 dưới quyền chỉ huy của Trung tá Hải quân G. M. Chambers.

## Lịch sử hoạt động

### 1944
Sau khi hoàn tất chạy thử máy tại vùng biển Caribe vào ngày 18 tháng 10 năm 1944, Hank khởi hành từ New York vào ngày 10 tháng 11, để hộ tống các thiết giáp hạm Missouri (BB-63), Texas (BB-35), Arkansas (BB-33) cùng các tàu sân bay hộ tống Shamrock Bay (CVE-84) và Wake Island (CVE-65) đi sang Mặt trận Thái Bình Dương. Nó băng qua kênh đào Panama và ghé qua San Francisco, Trân Châu Cảng và Eniwetok trước khi gia nhập Đệ Tam hạm đội tại Ulithi vào ngày 28 tháng 12.

### 1945
Hank lên đường hai ngày sau đó trong thành phần hộ tống cho Lực lượng Đặc nhiệm 38, một lực lượng tàu sân bay nhanh trực thuộc Đệ Tam hạm đội dưới quyền Phó đô đốc John S. McCain. Nhiệm vụ chính của lực lượng là không kích các mục tiêu chiến lược dọc theo bờ biển Trung Quốc và Đài Loan cũng như Luzon, Philippines nhằm thu hút sự chú ý của đối phương khỏi hoạt động chính, là cuộc đổ bộ lên vịnh Lingayen vốn dự định bắt đầu vào ngày 9 tháng 1 năm 1945. Một ngày sau đó, lực lượng tiến vào Biển Đông tiến hành một loạt các cuộc không kích dọc bờ biển Đông Dương thuộc Pháp, Hải Nam, Hong Kong và bờ biển phía Nam Trung Quốc. Sau một đợt không kích cuối cùng xuống Okinawa, Lực lượng Đặc nhiệm 38, bao gồm Hank, rút lui về Ulithi vào ngày 26 tháng 1.
Hank gia nhập Lực lượng Đặc nhiệm 58 dưới quyền Đô đốc Marc Mitscher, vốn là tên gọi mới của lực lượng đặc nhiệm tàu sân bay nhanh khi trực thuộc Đệ Ngũ hạm đội. Lực lượng khởi hành từ Ulithi vào ngày 10 tháng 2, nhưng mục tiêu lần này là xuống ngay chính Tokyo, một cuộc tấn công đầu tiên xuống trái tim Nhật Bản bằng lực lượng tàu sân bay kể từ cuộc Đột kích Doolittle huyền thoại năm 1942. Đây là hoạt động nhằm chuẩn bị cho cuộc đổ bộ lên Iwo Jima. Từ vị trí xuất phát cách vịnh Tokyo 125 mi (201 km), lực lượng tiến hành không kích các sân bay, nhà máy và tàu bè tại khu vực phụ cận Tokyo. Các phi vụ càn quét mạnh mẽ được tung ra vào ngày 16 tháng 2 nhắm vào các sân bay chung quanh vịnh Tokyo; cho dù thời tiết xấu và trần bay thấp, hầu hết các mục tiêu đều bị vô hiệu hóa. Một số tàu bè đối phương cũng bị đánh chìm trong vịnh Tokyo, trong đó có chiếc Yamashiro Maru tải trọng 10.600 tấn.
Trong số 116 tàu chiến mà Hank hộ tống bảo vệ thuộc lực lượng đặc nhiệm có cả các cựu binh dày dặn như tàu tuần dương hạng nặng Indianapolis (CA-35), các tàu sân bay Bunker Hill (CV-17), Hornet (CV-8), Wasp (CV-18), Lexington (CV-16), Essex (CV-9), Yorktown (CV-10), Enterprise (CV-6) v5 Saratoga (CV-3), cùng các thiết giáp hạm Indiana (BB-58), Missouri (BB-63), South Dakota (BB-57) và Washington (BB-56). Được bố trí tại khu vực Iwo Jima vào xế trưa ngày 18 tháng 2, chiếc tàu khu trục đã túc trực ngoài khơi hỗ trợ cho cuộc tấn công diễn ra vào ngày hôm sau, và tiếp tục hoạt động ngoài khơi hòn đảo bị tranh chấp quyết liệt này cho đến khi nó quay trở về Ulithi vào ngày 4 tháng 3.
Để chuẩn bị cho cuộc đổ bộ tiếp theo lên Okinawa, Hank cùng Lực lượng Đặc nhiệm 58 lại khởi hành từ Ulithi vào ngày 14 tháng 3 cho hoạt động không kích lên chính quốc Nhật Bản. Tiếp cận chỉ cách mục tiêu 75 mi (121 km), các tàu sân bay tung ra đợt không kích xuống các sân bay trên đảo Kyūshū và tàu bè trong vùng biển nội địa Nhật Bản vào các ngày 18 và 19 tháng 3. Cho dù bị đối phương phản công quyết liệt, lực lượng đã tiêu diệt hay phá hủy 528 máy bay đối phương. Sau hoạt động bắn phá bờ biển xuống các cơ sở vô tuyến, trạm quan trắc thời tiết cùng một sân bay trên đảo Minami Daitō Jima vào các ngày 27 và 28 tháng 3, nó cùng lực lượng hướng đến Okinawa.
Lực lượng đặc nhiệm đã hỗ trợ cho cuộc đổ bộ ban đầu lên Okinawa vào ngày 1 tháng 4, nơi Hank hộ tống cho các tàu sân bay và ngăn chặn các cuộc tấn công tự sát của máy bay Kamikaze bằng hỏa lực phòng không. Sau đó nó đảm nhiệm vai trò cột mốc radar canh phòng nhằm cảnh báo sớm các cuộc không kích. Vào xế trưa ngày 11 tháng 4, nó thoát khỏi thảm họa chỉ trong tích tắt, khi một chiếc Kamikaze tiếp cận từ phía mũi bên mạn trái, nhắm thẳng vào cầu tàu. Hỏa lực phòng không hiệu quả đã làm chệch hướng kẻ tấn công trong những giây cuối cùng, khiến nó đâm xuống biển và nổ tung ngay sát cạnh con tàu. Dù sao vụ tấn công này cũng đã khiến ba thủy thủ tử trận.
Sau khi được sửa chữa tại Ulithi, Hank gia nhập trở lại Lực lượng Đặc nhiệm 58 vào ngày 1 tháng 5, tiếp tục vai trò hộ tống và cột mốc radar canh phòng ngoài khơi Okinawa. Nó quay về vịnh San Pedro vào tháng 6 để nghỉ ngơi, bảo trì và tiếp liệu; và đến ngày 1 tháng 7 lại ra khơi cùng lực lượng tàu sân bay nhanh, giờ đây quay trở lại tên Lực lượng Đặc nhiệm 38 dưới quyền Phó đô đốc John McCain, trực thuộc Đệ Tam hạm đội của Đô đốc William Halsey. Lực lượng hướng lên phía Bắc cho một loạt các cuộc không kích sau cùng xuống chính quốc Nhật Bản, nơi chiếc tàu khu trục trải qua hầu hết thời gian đảm trách vai trò cột mốc radar canh phòng nguy hiểm, thường ở cách xa phía trước lực lượng chính 50 mi (80 km) để cảnh báo sớm các cuộc không kích của đối phương.
Trong đêm 18 tháng 7, Hank tham gia cùng Hải đội Khu trục 62 và Đội tuần dương 18 trong một đợt càn quét tàu bè đối phương dọc lối ra vào vịnh Tokyo. Đến ngày 9 tháng 8, đang khi làm nhiệm vụ cột mốc canh phòng, nó và tàu chị em Borie bị vây quanh bởi một tốp năm máy bay Kamikaze. Bất chấp hỏa lực phòng không dày đặc đã bắn rơi cả năm kẻ tấn công tự sát, một chiếc Kamikaze đã sượt qua ngay sát cạnh Hank với thùng nhiên liệu bị bắn thủng, xối một cơn mưa xăng xuống phần trước con tàu. Một máy bay khác, cho dù đã bị bắn trúng, vẫn đâm trúng Borie ở ngay vị trí phía sau cầu tàu, khiến 48 người thiệt mạng và 66 người bị thương. Bản thân Hank cũng ghi nhận một người mất tích và năm người bị thương.
Sau khi Nhật Bản chấp nhận đầu hàng vào ngày 15 tháng 8, Hank tiếp tục tuần tra dọc bờ biển chính quốc và hỗ trợ các cuộc đổ bộ chiếm đóng. Nó tiến vào vịnh Tokyo vào ngày 10 tháng 9, tham gia các hoạt động chiếm đóng và vận chuyển đi lại giữa Nhật Bản và Trân Châu Cảng cho đến ngày 30 tháng 12, khi nó lên đường quay trở về Hoa Kỳ qua ngã Eniwetok, Trân Châu Cảng, San Diego và kênh đào Panama để đến Charleston, South Carolina.

### Chiến tranh Triều Tiên
Trong những năm tiếp theo, Hank chủ yếu hoạt động từ New Orleans, Louisiana trong vai trò tàu huấn luyện cho Hải quân Dự bị Hoa Kỳ, thực hiện những chuyến đi huấn luyện và viếng thăm thiện chí đến các cảng Trung Mỹ và khu vực biển Caribe. Vào ngày 6 tháng 9 năm 1949, nó lên đường cho một chuyến đi sang khu vực Địa Trung Hải, và trong năm tháng hoạt động cùng Đệ Lục hạm đội nó đã tham gia các cuộc thực tập đổ bộ cũng như viếng thăm các cảng Gibraltar, Malta, Pháp, Sicily, Ý và Algérie. Quay trở về Norfolk vào ngày 26 tháng 1 năm 1950, nó tiếp nối các hoạt động huấn luyện cùng một chuyến đi đến vùng biển Caribe, cho đến khi được lệnh đi sang Viễn Đông vào ngày 6 tháng 9 để tham gia cuộc Chiến tranh Triều Tiên.
Hank đi đến Yokosuka, Nhật Bản một tháng sau đó và bắt đầu tham gia Lực lượng Phong tỏa và Hộ tống Liên Hợp Quốc ngoài khơi bờ biển Triều Tiên. Hoạt động chính yếu của nó trong giai đoạn đầu là tại khu vực cảng Wonsan vốn đang bị phong tỏa, xen kẻ với những chuyến tuần tra phong tỏa và nhiệm vụ bắn phá bờ biển. Nó hỗ trợ cho cuộc triệt thoái khỏi Wonsan vào đầu tháng 12, rồi di chuyển đến Hungnam bắn hỏa lực hỗ trợ để bảo vệ cho việc rút lui của lực lượng Đồng Minh. Trong tháng 1 và tháng 2 năm 1951, nó hỗ trợ cho cuộc chiến đấu của Tập đoàn quân 8 nhằm tái chiếm Seoul và Inchon. Nó tiếp tục hoạt động tuần tra phong tỏa, hộ tống và bắn phá dọc bờ biển Triều Tiên cho đến khi được lệnh quay trở về Hoa Kỳ. Đi ngang qua San Diego, kênh đào Panama và vịnh Guantánamo, Cuba, nó về đến Norfolk vào ngày 9 tháng 6.

### 1952 – 1972
Sau khi được bảo trì tại Xưởng hải quân Norfolk, Hank tiếp nối các hoạt động thường lệ thời bình, các chuyến huấn luyện thực hành tại vùng biển Caribe cùng các lượt bố trí sang Địa Trung Hải cùng Đệ Lục hạm đội. Nó đã có mặt tại khu vực Đông Địa Trung Hải khi xảy ra vụ Khủng hoảng kênh đào Suez. Do việc Ai Cập quốc hữu hóa kênh đào Suez đã đưa đến mâu thuẫn, và sau đó là xung đột, giữa Ai Cập với Anh, Pháp và Israel; sự hiện diện của các tàu chiến thuộc Đệ Lục hạm đội đã giúp lặng dịu, và cuối cùng giải quyết được sự bất ổn.
Sang năm 1960, Hank bắt đầu huấn luyện để tham gia Chương trình Mercury, nỗ lực đưa người lên không gian đầu tiên của Hoa Kỳ. Chiếc tàu khu trục là một trong số các con tàu làm nhiệm vụ thu hồi cho chuyến bay "Aurora 7" đưa Thiếu tá Hải quân Scott Carpenter lên quỹ đạo vào ngày 24 tháng 5 năm 1962. Trong vụ Khủng hoảng tên lửa Cuba vào tháng 10 năm 1962, chiếc tàu khu trục đã hoạt động cùng tàu sân bay Independence (CV-62) trong nhiệm vụ phong tỏa và trinh sát, khi mâu thuẫn giữa hai phe suýt biến thành cuộc chiến tranh toàn diện kéo dài gần một tháng.
Hank được chuyển sang nhiệm vụ tàu huấn luyện cho Hải quân Dự bị Hoa Kỳ vào tháng 10 năm 1963, và chuyển đến cảng nhà mới tại Philadelphia, Pennsylvania. Sau khi được sửa chữa tại xưởng tàu của hãng Sun Shipbuilding & Drydock Co. ở Chester, Pennsylvania vào năm 1964, nó bắt đầu các chuyến đi huấn luyện dự bị dọc theo bờ biền phía Đông Hoa Kỳ, trải dài từ Fort Lauderdale, Florida ở phía Nam cho đến Halifax, Nova Scotia ở phía Bắc, cho đến năm 1972.

### ARASeguí(D-25)
Con tàu được cho xuất biên chế và được bán cho Argentina vào ngày 1 tháng 7 năm 1972, và phục vụ cùng Hải quân Argentina dưới tên gọi ARA Seguí (D-25). Nó đã tham gia cuộc Chiến tranh Falkland khi tham dự vào cuộc đổ bộ chiếm đóg ban đầu lên quần đảo Falkland vào tháng 4 năm 1982. Sau đó, tên lửa chống hạm Exocet của nó được tháo dỡ, và được bố trí trên một bệ phóng trên bờ tự chế, vốn đã được dùng trong việc bắn trúng tàu khu trục Anh Quốc Glamorgan (D19) ngoài khơi đảo Stanley lúc 06 giờ 37 phút ngày 12 tháng 6 năm 1982.
Seguí ngừng hoạt động và bị tháo dỡ vào năm 1983.

## Phần thưởng
Hank được tặng thưởng bốn Ngôi sao Chiến trận do thành tích phục vụ trong Thế Chiến II, và thêm bốn Ngôi sao Chiến trận khác trong Chiến tranh Triều Tiên.